# 沃茲涅先卡 (布倫區)
51°4′23″N 33°41′14″E / 51.07306°N 33.68722°E
沃茲內森卡（烏克蘭語：Вознесенка）是位於烏克蘭東北部的村莊，由蘇梅州科諾托普區的布林市鎮負責管轄。該村處於捷爾恩河左岸，分別距離上薩加里夫卡2公里和葉爾奇哈2.5公里，海拔高度163米，2001年人口534。